# Епархия Дакии Феликс
Епархия Дакии Феликс (рум. Episcopia Daciei Felix, серб. Епархија Дакија Феликс/Eparhija Dakija Feliks) — епархия Румынской православной церкви в исторических регионах Банат и Тимокская Краина на территории современной Сербии.
Епархиальный центр — Вршац (официально Дета в Румынии). 
Епархия насчитывает около 40 церквей, объединённых в 6 благочиний.

## История
В 1865 году имперские власти разделили сербские и румынские православные общины, создав на территории Вршацкой и Тимишоарской епархий параллельную румынскую Карансебешскую епархию, которая подчинялась Германштадтской (Сибиуской) митрополии.
После Первой мировой войны территория Баната была по большей части разделена между Сербией и Румынией. Сербы и румыны проживали по обе стороны новой границы. Православные приходы ранее подчинявшиеся Карловацкой патриархии и Сибиуской митрополии были присоединены к Сербской и Румынской церквам. Приходы и монастыри на территории Румынии, которые находятся в юрисдикции Сербской церкви, составляют Тимишоарскую епархию СПЦ.
После Второй мировой войны количество прихожан в румынских церквях уменьшается, наблюдалась нехватка священников, отдельные приходы были упразднены. Дошло даже до того, что в румынской церкви села Марковац в 1970—2003 годах служил униатский священник Василий Миклеу, но это был уникальный случай. В 1971 году румынские приходы на территории Сербии были объединены в викариатство с центром во Вршаце, входившее в состав Банатской митрополии РумПЦ.
В 1999 году викариатство было преобразовано в епархию Дакии Феликс. Поскольку каноны Православной церкви не допускают, чтобы два православных епископа имели кафедру в одном городе, официальным центром епархии был объявлен румынский город Дета, но административный центр расположился во Вршаце. 12 февраля 2001 года епископом-администратором этой епархии назначен Даниил (Стоенеску). В 2009 году епархия была выведена из состава Банатской митрополии и подчинена непосредственно патриарху.
В начале 2000-х епархия начала распространять своё влияние на территорию Тимокской Краины, которую СПЦ считает своей исключительной территорией. Главой этого движения стал диакон Боян Александрович. В 2005 году он построил на своём участке в селе Малайница первый в регионе румынский храм. Сербские власти пытались его снести, ссылаясь на незаконность постройки, но отступили из-за протестов со стороны Румынии, ЕС и правозащитных организаций. В 2008 году в этом селе был заложен ещё один румынский храм. Экспансия Румынской церкви в Тимокской Краине является камнем преткновения как в отношениях между Сербской православной церковью и Румынской православной церковью, так и между Сербией и Румынией.
С 2002 года публикуется журнал Dealul Vârșețului и ежегодник Anuarul bisericesc.

## Епископы
- Даниил (Стоенеску) (12 февраля 2004[10] — 1 августа 2017)[11] (администратор)
- Силуан (Мэнуйлэ) (1 августа 2017[11] — 2018) (администратор)
- Даниил (Стоенеску) (2018 — 17 февраля 2022)
- Даниил (Чоботя) (17 февраля 2022 — 5 июля 2022) (администратор)[12]
- Иероним (Крецу) (с 5 июля 2022)